# Авторское право в Чили
Авторское право Чили регулируется законом № 17,336 о интеллектуальной собственности от 2 октября 1970 года и последующими поправками. Он был реализован в постановлении № 1122 в Министерство образования Чили 17 мая 1971 года.
Этот закон направлен на защиту экономических и моральных прав чилийских авторов и иностранцев, проживающие в Чили, при факте создания ими литературных, художественных и научных произведений. В законе говорится, что иностранные авторы, кто не проживает в стране, пользуются защитой, которая признана международным конвенциями, если Чили подписала и ратифицировала эти конвенции.

## История
В Конституции Чили 1833 года предусмотрено статьей 152, что «каждый автор или изобретатель имеет исключительное право на владение произведением», в результате чего 24 июля 1834 года был принят закон о литературной и художественной собственности.
Этот закон был заменен декретом-законом № 345 об интеллектуальной собственности от 5 мая 1925 года.
В принятом в 1950 году акте 9.549 расширенного действия, авторские права после смерти автора сохраняются в течение пятидесяти лет.
В 1970 году Чили подписала и ратифицировала Бернскую Конвенцию об охране литературных и художественных произведений.
Прежде чем принять новый закон, совместимый с международным договором, Чилийское правительство ввело в действие закон № 17,336 на интеллектуальную собственность; и закон от 2 октября 1970 года, который отменил предыдущий закон на эту тему.

## Виды работ
Закон об авторском праве в Чили охраняет следующие произведения:
- Книги, брошюры, статьи и сочинения;
- Конференции, выступления, лекции, доклады, обзоры и др., оба письменных или записанных версий;
- Драматические, драматическо-музыкальные и театральные постановки, пантомимы, хореографические постановки;
- Музыку;
- Экранизацию литературных или оригинальных произведений, либретто и киносценарии, радио или телевизионные постановке литературных произведений;
- Газеты и журналы;
- Фотографии, гравюры и литографии;
- Фильмы;
- Проекты, эскизы и архитектурные модели;
- Аудио-визуальные материалы, относящихся к любой науке;
- Картины, рисунки, иллюстрации и др;
- Скульптуры и произведения изобразительного искусства;
- Сценографические зарисовки и сцены;
- Адаптации, переводы и другие преобразования, которые санкционировал автор оригинала произведения, если оно не находится в открытом доступе;
- Видео и слайд-шоу
- Программное обеспечение.

Для охраны фотографии, копии фотографии должны иметься следующие указания:
- Имя фотографа или кто ему поручил работу;
- Год воспроизведение изображения;
- Имя автора произведения искусства.

## Виды прав
Типы права согласно Чилийскому законодательству разделены на две составляющие:
- Неимущественное право состоит в признании авторства на произведение. Неимущественное право сохраняют неопубликованные работы и др. Эти права неотчуждаемы и не передаваемы, но могут быть переданы пережившему супругу и наследникам.
- Имущественные права включают использование произведения, будь то его опубликование, воспроизведение, адаптацию, перевод или обработки. Эти права могут быть переданы третьим лицам после разрешения автора или правообладателя.

## Продолжительность защиты
Защита авторских прав в Чили длится в течение жизни автора и еще 70 лет после его смерти.
Первоначально закон № 17,336 установил защиту в 30 лет, которая была изменена в 1992 году, увеличив этот период до 50 лет после смерти автора. В свою очередь, этот срок был увеличен в 2003 году законом № 19,914 до 70 лет.
Статья 10 Закона 17,336 предусматривает — если у автора есть супруги или незамужние дочери или вдовы, то период защиты произведения распространяется до даты смерти последнего из уцелевших.

## Общественное достояние
Закон № 17,336, признает существование общественного достояния.
Эти работы общего культурного наследия могут быть использована любым человеком, при условии, что они упоминают авторство работы и уважают целостность произведения.
В общественное достояние входит следующее:
- Произведения, срок охраны которых истек;
- Произведения неизвестного авторства, в том числе песни, легенды, танцы и фольклор;
- Произведения, чьи владельцы отказались от защиты, предоставляемой настоящим Законом;
- Произведения иностранных авторов, проживающих за границей, которые не защищены законами об авторском праве за рубежом или в Чили;
- Работает отчуждена государством по закону.

## Исключения из авторского права
Есть исключения для использования закона об авторском праве, когда некоторые виды использований произведений разрешены.
Среди исключений, разрешенных Чилийскими законами:
Цитаты
— Включение фрагмента человека в свою собственную работу, уважая при этом авторство оригинального автора. В Чили размер цитат ограничен десятью строками текста.
Коммуникации
Закон позволяет публичное использование произведений в учебных, благотворительных или аналогичных целях или на дому, если это использование является некоммерческим.

### Публикация на конференциях и публичных выступлениях
Авторские работы для конференций и публичных выступлений могут быть опубликованы исключительно в информационных целях.

## Закон 2010
В мае 2007 года президент Чили Мишель Бачелет направила в Конгресс поправку к закону 2010 в целях для более эффективного расследования преступлений, повышения ответственности за нарушения, вводя систему ограничения ответственности для интернет-провайдеров, исключения и ограничения для библиотек, учебных заведений и широкой общественности с регулированием тарифов для обществ.
Проект был очень спорным с противостоянием интересов Международной федерации Фонографической индустрии, Чилийское книжной палаты с одной стороны, а с другой стороны — академических институтов, колледжей, библиотекарей Чили, библиотечных Советов ректоров вузов и др.
Министерство культуры, в свою очередь, провело процесс в Конгрессе, в котором был заключен спорный договор о конфиденциальности с сообществами, которые согласились принять ряд требований правообладателей, включая ликвидацию ряда исключений для образовательных целей, библиотек. Одним из самых спорных положений стало снятие авторских ограничений на определенные виды использования охраняемых произведений, аналог американского добросовестного использования.
После всех обсуждений 13 января 2010 года, этот проект администрации Паулина Уррутиа был единогласно одобрен Национальным Конгрессом Чили и вступил в силу 4 мая 2010 года, как № 20.435.